# 妖怪手錶 光影之卷
妖怪手錶 光影之卷（Yo-kai Watch Shadowside）為妖怪手錶系列的第二部改編動畫。

## 概要
本作於2017年12月16日公開的劇場版『電影版妖怪手錶：光影之卷 鬼王的復活』作為前導故事，後於2018年4月13日開始於東京電視台播放TV版的後續劇情。以「妖怪手錶˙新章突入！」為口號，強調比起前作更加入黑暗、恐怖等成熟要素，同時展開新的遊戲、玩具等相關企劃。
本作故事接續前作妖怪手錶TV動畫版的世界觀，以30年後的櫻花新城為舞台，描述夏芽一行人面臨各種不可思議的靈異現象以及妖魔威脅，藉由妖怪手錶之力將之解決或擊退。本作設定中妖怪們具有平時的「光型態」與戰鬥專用的「影型態」兩種模樣，使用的妖怪手錶亦從「妖怪徽章」改為搭配「妖怪鑰匙」。也有比前作更明顯的戲仿劇情。
本作是『妖怪手錶』的派生系列作之一，而且是第一次與遊戲、角色商品並行展開。

## 登場角色

### 主要人類角色
天野景助
配音員：（日）戶松遙；（台）楊凱凱
本作男主角，11歲。櫻花第一小學五年級生。天野景太的兒子。夏芽的弟弟，對於靈異現象或外星人完全不相信的現實主義者，亦不害怕妖怪傳聞（在後期有改變）。第一集帶上「妖怪手錶Elda」後，受到「妖怪手錶Elda」的影響而變得看得見各種妖怪，開始被捲入妖怪事件。在第三十七集結束前，酒吞童子在他外套口袋裡放了一支櫻花枝，且櫻花枝開花了，前世身份是朱夏的愛犬，個性跟今世一樣膽小黏人。
天野夏芽
配音員：（日）上白石萌音（劇場版）→悠木碧（TV版）；（台）穆宣名（劇場版）、林沛笭（TV版）
本作女主角，13歲。櫻花第二中學一年級生。為前作主角天野景太的女兒。正義感強、總是樂於助人，朋友眼中的靠山，但又有少許天然呆的傾向，總是被弟弟和三頭蛇(遊戲官方翻成三頭大蛇)吐槽。在與鬼王・羅仙的戰鬥中成為「魔導鏡・妖怪手錶Elder」的持有主，從此與冬馬、秋紀一起作為「妖怪偵探團」行動，在三十七集中揭露夏芽就是酒吞童子正在尋找的公主-妖魔界最強之王-朱夏的轉世。
月浪冬馬
配音員：（日）千葉雄大（劇場版）→長谷川芳明（TV版）；（台）鈕凱暘（劇場版）、何志威（TV版）
13歲。櫻花第二中學一年級生。因為父母長期在外地工作，從小養成獨來獨往不擅表達的性格。私下很喜歡卡牌對戰遊戲。在與鬼王的戰鬥中成為「封珠鏡・妖怪手錶Orge」的持有主，也是公主-妖魔界最強之王-朱夏部下「玄冬」的轉世。
有星秋紀
配音員：（日）田村睦心；（台）陶敏嫻
13歲。圓滾滾體型的樂天家，家中代代以占卜維生。在第十三集成為專門召喚幻獸的妖怪手錶"明鏡·阿尼馬茲"的持有主。具有遺傳而來看得見妖怪並且使用各種法術作戰的靈能力。
是從劇場版到動畫版中唯一沒有改變聲優的角色，也是公主-妖魔界最強之王-朱夏部下「白秋」的轉世。
酒吞春夜/晴也
配音員：（日）遊佐浩二；（台）劉傑
轉學到夏芽班上的神祕少年，真實身份為妖怪「酒吞童子」。一直在尋找傳說中能帶領鬼族妖魔創造新世界的公主，曾認為姬乃彩芽是他們所尋找的公主，但後來發現是他們尋找的公主其實是寄生在她體內的蜘蛛妖怪"絡新婦"，第三十七集揭露他們尋找的公主就是夏芽。致力於尋找五把妖聖劍因為傳說集齊五把妖聖劍就能讓公主覺醒（後來發現那只是空亡散佈的假傳說）。
姬乃彩芽
配音員：（日）村川梨衣；（台）楊凱凱
轉學到冬馬班上的少女，後來加入「妖怪偵探團」。於第十五集登場，長相可愛，為櫻花第二中學的人氣偶像。被秋紀稱為「十萬年一遇的美少女」，擅長使用妖術，是陰陽師的後代。曾被酒吞童子認為是他們尋找的公主，但後來發現他們尋找的公主其實是寄生在她體內曾經被彩芽的陰陽師祖先封印的蜘蛛妖怪"絡新婦"(遊戲官方翻成女郎蜘蛛)(在妖怪手錶4中，還一度要退出妖怪偵探團，後來被景太他們說服才沒有退出)。經過秋紀的指導後學會屬於自己的陰陽術。此外，家境貌似相當富裕，每年聖誕節都會去夏威夷度假。

### 主要妖怪角色
威斯帕
配音員：（日）關智一；（台）孟慶府（劇場版）、劉傑（TV版）
幽靈造型的妖怪管家。
因不知明原因遺忘了前作的記憶
吉胖喵
配音員：（日）黒田崇矢；（台）陳彥鈞（劇場版）、何志威（TV版）
紅色貓又造型的地縛靈，生前曾被卡車撞死。
因不知明原因遺忘了前作的記憶，後來僅恢復了與前世主人的記憶。
三頭蛇(遊戲官方翻成三頭大蛇)（三吉）
配音員：（日）小野坂昌也；（台）蔣鐵城
一直守在夏芽旁，是一個常常沒用的家伙
小石獅
配音員：（日）平川大輔；（台）張騰（劇場版）、何志威（TV版）
生前是有星家飼養的寵物狗「信繁」，被神社中的狛犬（石獅）壓死後成為妖怪。
飄飄喵（小J）
配音員：（日）小櫻悅子；（台）
由吉胖喵因受傷而四散的部分妖力中誕生，為本作的可愛擔當，台版說話時的口頭禪為「咧咧」，擁有能變成看過的生物或物品的能力。

### 其他
有星光江
配音員：（日）真山亞子；（台）崔幗夫（劇場版）、陶敏嫻（TV版）
秋紀的奶奶。是一名巫女 喜歡發明各種跟妖怪有關的道具 年輕時長得非常漂亮
梟
配音員：（日）佐藤健輔；（台）何志威
春夜的隨從。手上持有提升人類與妖怪惡意的「兆頭之箭」。
島之内巌流
配音員：（日）森川智之；（台）蔣鐵城
夏芽的班主任，真實身分為酒吞的手下「洞潔」。目前也是妖聖劍"阿修羅豪炎丸"的持有者

## 製作
- クリエイティブプロデューサー・企画・シナリオ原案 - 日野晃博
- 原作 - レベルファイブ
- 掲載 - 月刊コロコロコミック
- 妖怪&キャラクターデザイン原案 - 長野拓造、田中美穂
- アートコンセプト - 梁井信之
- 企画設定協力 - 本村健
- シリーズ構成 - 加藤陽一
- キャラクターデザイン - 山田俊也
- 総作画監督 - 山田俊也、武内啓
- 美術監督 - 釘貫彩
- 色彩設計 - 角野江美
- 撮影監督 - 山道奈保美
- 編集 - 小守真由美
- 音楽 - 西郷憲一郎
- 音響監督 - はたしょう二
- 音楽協力 - テレビ東京ミュージック
- アニメーションプロデューサー - 井上たかし
- アニメーション制作 - OLM TEAM INOUE
- スーパーバイザー - 奥野敏聡、久保雅一、佐上靖之、川崎由紀夫、梶原清文
- アドバイザー - 村上孝雄、和田誠
- プロデューサー - 紅谷佳和（テレビ東京）、李尚鎭
- プログラムマネージャー - 飯田将太（テレビ東京）、丸茂礼（テレビ東京）
- 監督 - 北條史也
- 製作 - テレビ東京、電通、OLM

## 各集列表
| 集數   | 日文標題 | 中文標題              | 劇本       | 分鏡     | 演出     | 作畫監督                                            | 播放日         | 登場的妖怪 （光型態／影型態） |
| ------ | -------- | --------------------- | ---------- | -------- | -------- | --------------------------------------------------- | -------------- | ----------------------------- |
| 第1話  |          | 亡靈番長              | 日野晃博   | 矢野博之 | 吉本毅   | 山縣研一、三島千枝                                  | 2018年 4月13日 | ／                            |
| 第2話  |          | 死者騎乘的自行車      | 加藤陽一   | 清水聰   | 岩田義彦 | 壽惠理子、横山友紀                                  | 2018年 4月13日 | ／                            |
| 第3話  |          | 略奪魔小紅帽          | 加藤陽一   | 深澤幸司 | 仲野良   | 松坂定俊                                            | 4月20日        | ／                            |
| 第4話  |          | 謎樣的可惜男          | 大知慶一郎 | 鬚藤典彥 | 森田侑希 | 藤田正幸                                            | 4月27日        | ／                            |
| 第5話  |          | 墜入愛河的人體模型    | 日野晃博   | 中川聰   | 日下直義 | 山崎愛                                              | 5月4日         | ／                            |
| 第6話  |          | 笑著的狗頭人          | 加藤陽一   | 宮崎渚   | 鴫野彰   | 濱田勝、山內玲奈 安倍正己                           | 5月11日        | ／                            |
| 第7話  |          | 裂臉女                | 山田由香   |          | 泉保良輔 | 阿部千秋                                            | 5月18日        | ／                            |
| 第8話  |          | 萬的叛亂              | 鴻野貴光   | 榎本明廣 | 岩田義彦 | 山縣研一                                            | 5月25日        |                               |
| 第9話  |          | 名為食人金槍魚        | 高橋奈津子 | 富田浩章 | 高橋滋春 | 寺澤伸介 三島千枝                                   | 6月1日         | ／                            |
| 第10話 |          | 戰慄的快刀小丑        | 大知慶一郎 | 飯島正勝 | 岩田義彦 | 河野繪美介 吉田巧介 壽惠理子                        | 6月8日         | ／                            |
| 第11話 |          | 本大爺是貓妖怪        | 山田由香   | 鬚藤典彥 | 吉本毅   | 松坂定俊                                            | 6月15日        |                               |
| 第12話 |          | 被俘的冬馬            | 加藤陽一   |          | 森田侑希 | 藤田正幸                                            | 6月22日        | -                             |
| 第13話 |          | 祈願山的怪奇事件      | 加藤陽一   | 榎本明廣 | 日下直義 | 山崎愛                                              | 6月29日        |                               |
| 第14話 |          | 不動明王邪與天        | 加藤陽一   |          | 岩田義彦 | 二宮奈那子、横山友紀                                | 7月6日         |                               |
| 第15話 |          | 十萬年一遇的美少女    | 鴻野貴光   | 富田浩章 | 鴫野彰   | 濱田勝、山內玲奈                                    | 7月13日        | ／                            |
| 第16話 |          | 危險的海水浴          | 高橋奈津子 | 仲野良   | 泉保良輔 | 阿部千秋                                            | 7月20日        | ／                            |
| 第17話 |          | 作祟狐和狐狗狸        | 大知慶一郎 | 宮崎渚   | 興滿錄助 | 山縣研一                                            | 7月27日        | ／                            |
| 第18話 |          | 偷臉怪                | 加藤陽一   | 清水聰   | 岩田義彦 | 横山友紀、二宮奈那子 服部益實                       | 8月3日         | ／                            |
| 第19話 |          | 逆襲的蟬臨終          | 山田由香   | 高橋知也 | 久慈悟郎 | 三島千枝 松坂定俊                                   | 8月10日        | ／                            |
| 第20話 |          | 夢幻的0號放映廳       | 鴻野貴光   |          | 森田侑希 | 藤田正幸                                            | 8月17日        | ／                            |
| 第21話 |          | 復活！劍武魔神朱雀    | 加藤陽一   | 仲野良   | 日下直義 | 反町司 松坂定俊                                     | 8月24日        |                               |
| 第22話 |          | 冬馬與鬼王的碎片      | 加藤陽一   |          | 岩田義彦 | 宇津木勇 大木比呂 藤田和行 吉田巧介 前原薰 松本勝次 | 8月31日        |                               |
| 第23話 |          | C醫師的黑暗病歷       | 大知慶一郎 | 宮崎渚   | 吉本毅   | 山縣研一 山崎愛                                     | 9月7日         | ／                            |
| 第24話 |          | 作夢的花花篷          | 山田由香   | 高橋知也 | 日下直義 | 濱田勝 藤田正幸                                     | 9月14日        | ／                            |
| 第25話 |          | 再見了三吉            | 大知慶一郎 |          | 岩田義彦 | 横山友紀 藤田和行 大木比呂                          | 9月21日        |                               |
| 第26話 |          | 惡魔的一口吞馬桶      | 鴻野貴光   | 泉保良輔 | 泉保良輔 | 小林由香里 安齊佳惠                                 | 9月28日        |                               |
| 第27話 |          | 徬徨的小石次郎        | 加藤陽一   | 仲野良   | 仲野良   | 反町司 松坂定俊                                     | 10月5日        |                               |
| 第28話 |          | 被詛咒的AI助手        | 山田由香   | 高橋知也 | 森田侑希 | 藤田正幸                                            | 10月12日       | ／                            |
| 第29話 |          | 悲劇的血色幸運草      | 鴻野貴光   |          | 日下直義 | 山縣研一 三島千枝                                   | 10月19日       |                               |
| 第30話 |          | 彩芽凋落              | 大知慶一郎 | 大宙征基 | 岩田義彦 | 大木比呂 壽惠理子 前原薰                            | 10月26日       |                               |
| 第31話 |          | 激戰！朱雀VS玄武      | 山田由香   |          | 興滿錄助 | 山崎愛 松坂定俊                                     | 11月2日        |                               |
| 第32話 |          | 吞噬生命的洛新婦      | 大知慶一郎 |          | 日下直義 | 濱田勝 藤田正幸                                     | 11月9日        |                               |
| 第33話 |          | 慌張的撒旦老人        | 加藤陽一   | 高橋知也 | 岩田義彦 | 横山友紀 藤田和行 重松慎一                          | 11月16日       | ／                            |
| 第34話 |          | 妖怪組成的妖怪偵探團  | 鴻野貴光   | 泉保良輔 | 泉保良輔 | 小林由香里 安齊佳惠                                 | 11月30日       | ／                            |
| 第35話 |          | 啜泣的芭蕾舞鞋        | 高橋奈津子 | 矢野博之 |          | 反町司 山縣研一                                     | 12月14日       |                               |
| 第36話 |          | 影之聖誕節            | 鴻野貴光   | 大宙征基 | 森田侑希 | 藤田正幸                                            | 12月21日       | ／                            |
| 第37話 |          | 公主就在那裡          | 加藤陽一   | 清水聰   | 吉本毅   | 三島千枝 松坂定俊                                   | 12月28日       |                               |
| 第38話 |          | 等待之人會出現        | 山田由香   |          | 岩田義彦 | 服部憲和 藤田和行 近藤好 大木比呂                   | 2019年 1月11日 | ／                            |
| 第39話 |          | 零食店的馬頭男        | 大知慶一郎 | 高橋知也 | 日下直義 | 山崎愛 山縣研一                                     | 1月18日        | ／                            |
| 第40話 |          | 回頭看見暗黑騎士      | 鴻野貴光   | 矢野博之 | 興滿錄助 | 濱田勝 藤田正幸                                     | 1月25日        | ／                            |
| 第41話 |          | 誘惑的古惑兔          | 鴻野貴光   | 富田浩章 | 岩田義彦 | 横山友紀 藤田和行                                   | 2月1日         | ／                            |
| 第42話 |          | 怨恨情人節            | 山田由香   | 池田重隆 | 黑田幸生 | 小林由香里 鈴木伸一                                 | 2月8日         | ／                            |
| 第43話 |          | 洞潔、火焰的訣別      | 大知慶一郎 |          | 仲野良   | 反町司 松坂定俊                                     | 2月15日        | -                             |
| 第44話 |          | 閻魔和失落的城堡      | 加藤陽一   | 仲野良   | 森田侑希 | 藤田正幸                                            | 2月22日        | -                             |
| 第45話 |          | 白虎的試煉 冬馬vs晴也 | 鴻野貴光   | 高橋知也 |          | 三島千枝 山縣研一                                   | 3月1日         |                               |
| 第46話 |          | 墜入黑暗中的凱拉      | 山田由香   | 矢野博之 | 岩田義彦 | 横山友紀 藤田和行 近藤好 大木比呂                   | 3月8日         |                               |
| 第47話 |          | 交付後背的羈絆        | 高橋奈津子 | 大宙征基 | 日下直義 | 山崎愛 山縣研一                                     | 3月15日        | -                             |
| 第48話 |          | 靈念的真相            | 加藤陽一   |          | 吉本毅   | 藤田和行 山內亞紀 山內玲奈                          | 3月22日        |                               |
| 第49話 |          | 神話的盡頭            | 加藤陽一   | 北條史也 | 北條史也 | 三島千枝 反町司 松坂定俊 山縣研一                   | 3月29日        |                               |

## 主題曲

### 片頭曲
「待时而动」（第1話 - 第26話）
作詞・楽曲プロデュース - 高木貴司 / 作・編曲 - 菊谷知樹 / 歌 - Hard Birds
「前进吧少年！咻ー咻ー」（第27話 - 第49話）
作詞 - 高木貴司 / 作・編曲 - 菊谷知樹 / 歌 - Hard Birds

### 片尾曲
「Funky Bugibuba」（第1話 - 第26話）
作詞 - motsu&高木貴司 / 作・編曲 - 菊谷知樹 / 楽曲プロデュース - 高木貴司 / 歌 - King Cream Soda.
「晚安讚歌」（第27話 - 第49話）
作詞・楽曲プロデュース - 高木貴司 / 作・編曲 - 菊谷知樹 / 歌 - King Cream Soda.

## 播放電視台

### 日本
| 放送期間                                      | 放送時間             | 放送局           | 対象地域       | 备注            |
| --------------------------------------------- | -------------------- | ---------------- | -------------- | --------------- |
| 2018年4月13日 - 2019年3月29日                 | 星期五 18:25 - 18:55 | 東京電視台       | 关东广域圈     | 製作局          |
|                                               |                      | TV北海道         | 北海道         |                 |
|                                               |                      | 愛知電視台       | 愛知県         |                 |
|                                               |                      | 大阪電視台       | 大阪府         |                 |
|                                               |                      | 瀨戶內電視台     | 岡山県・香川県 |                 |
|                                               |                      | TVQ九州放送      | 福岡県         |                 |
| 2018年4月14日 -                               | 星期六 7:00 - 7:30   | BS JAPAN         | 日本全域       |                 |
| 2018年4月17日 -                               | 星期二 22:30 - 23:00 | AT-X             | 日本全域       | CS放送 / 有重播 |
| 2018年4月20日 -                               | 星期五 17:30 - 18:00 | 岐阜放送         | 岐阜県         | [ 4 ]           |
|                                               |                      | 和歌山電視台     | 和歌山県       | [ 5 ]           |
| 2018年4月22日 -                               | 星期日 10:30 - 11:00 | 長崎放送         | 長崎県         | [ 6 ]           |
| 2018年4月26日 -                               | 星期四 17:29 - 17:58 | 奈良電視台       | 奈良県         | [ 7 ]           |
|                                               | 星期四 18:55 - 19:25 | 琵琶湖放送       | 滋賀県         | [ 8 ]           |
| 2018年5月8日 -                                | 星期二 16:20 - 16:50 | 山陰中央電視台   | 鳥取県 島根県  | [ 9 ]           |
| 2018年6月3日 -                                | 星期日 5:00 - 5:30   | 高知SunSun电视台 | 高知县         | 富士電視台系列  |
| 2018年6月23日 -                               | 星期六 5:45 - 6:15   | IBC岩手放送      | 岩手县         | TBS系列         |
| 2018年7月2日 -                                | 星期一 19:00 - 19:30 | 京都放送         | 京都府         | 独立局          |
| 2018年7月15日 -                               | 星期日 8:00 - 8:30   | Kids Station     | 日本全域       | CS放送 / 有重播 |
| 地上波東京电视台系列在第一回为1小时特别放送。 |                      |                  |                |                 |

### 台灣
| Animax 星期一至五 16:30－17:00節目 | Animax 星期一至五 16:30－17:00節目                 | Animax 星期一至五 16:30－17:00節目 |
| ---------------------------------- | -------------------------------------------------- | ---------------------------------- |
|                                    | 妖怪手錶 光影之卷 （2019年7月12日－2019年8月29日） |                                    |
| 妖怪手錶 (动画) 第170－214集       | 这个美术社大有问题！ （重播）                      |                                    |

### 香港
| Animax 星期一至五 18:00－18:30 節目 | Animax 星期一至五 18:00－18:30 節目               | Animax 星期一至五 18:00－18:30 節目 |
| ----------------------------------- | ------------------------------------------------- | ----------------------------------- |
|                                     | 妖怪手錶 光影之卷 （2019年6月26日－2019年9月2日） |                                     |
| 妖怪手錶 (动画) 第170－214集        | 覆面系NOISE （重播）                              |                                     |

## 劇場版動畫
- 『電影版妖怪手錶：光影之卷 鬼王的復活』（2017年） - 本作前话。
- 『妖怪手錶：永遠的朋友』（2018年） - 以1960年作为舞台。

### 註解
1. ↑  举例来说，在第5話「恋爱的人体模型」登場的妖怪影型態，名为「进击（ジンゲキ）」，且为『進擊的巨人』的戲仿。

### 來源
1. ↑  .   [2018-04-19]. （原始内容存档于2020-05-02）.
2. ↑  .   [2018-04-19]. （原始内容存档于2021-01-25）.
3. ↑  . AT-X. エー・ティー・エックス.   [2018-03-29]. （原始内容存档于2020-11-29）.
4. ↑  岐阜放送HP内『テレビ番組一覧』 （页面存档备份，存于）（2018年4月6日閲覧）
5. ↑  テレビ和歌山HP内『番組案内』 （页面存档备份，存于）（2018年4月6日閲覧）
6. ↑  Yahoo!TV NBC長崎放送 妖怪ウォッチ　シャドウサイド （页面存档备份，存于）（2018年4月17日閲覧）
7. ↑  『Yahoo!テレビ・奈良テレビ1 妖怪ウォッチ』内『おしらせ』の節より （页面存档备份，存于）（2018年4月9日閲覧）
8. ↑  BBCびわ湖放送・SPECIAL PROGRAM （页面存档备份，存于）より（2018年4月18日閲覧）
9. ↑  . 妖怪ウォッチ シャドウサイド　テレビ東京アニメ公式. テレビ東京.   [2018-03-29]. （原始内容存档于2020-07-18）.
10. ↑  Yahoo!テレビ『高知さんさんテレビ1 妖怪ウォッチ シャドウサイド』 （页面存档备份，存于）より（2018年5月27日閲覧）
11. ↑  Yahoo!テレビ『IBCテレビ1 妖怪ウォッチ シャドウサイド』 （页面存档备份，存于）より（2018年6月16日閲覧）
12. ↑  キッズステーション『妖怪ウオッチ シャドウサイド』 （页面存档备份，存于）より（2018年6月1日閲覧）
13. ↑  . 妖怪ウォッチ シャドウサイド　テレビ東京アニメ公式. テレビ東京.   [2018-03-29]. （原始内容存档于2020-07-18）.

## 外部連結
- Anime website （日語）
- 妖怪手錶 光影之卷（動畫）在動畫新聞網百科全書中的資料（英文）
- niconico 上的 妖怪手錶3 影之章 （页面存档备份，存于） （日語）